# Iso Rae

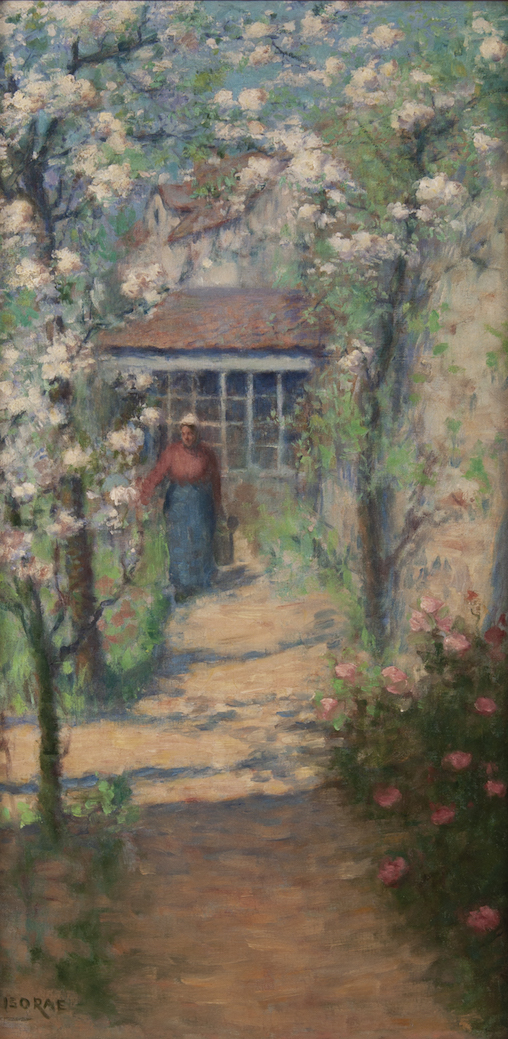
Bretonne à Jardin, Étaples, 1890er Jahre

Iso Rae, eigentlich Isobel Rae, (* 18. August 1860 in Melbourne; † 16. März 1940 in Brighton) war eine in Australien geborene Malerin, die den größten Teil ihres Lebens in Europa lebte und arbeitete.

## Leben
Isobel (Iso) Rae wurde 1860 als Tochter von Thomas Rae, Teilhaber einer Kerzen- und Seifenfabrik, und Janet Love geboren. Rae war das jüngste von fünf Kindern und genoss eine privilegierte Erziehung. Im Alter von 17 Jahren schrieb sich Iso Rae an der National Gallery School in Melbourne ein. Im Unterricht von Oswald Rose Campbell (Zeichnung) und George Folingsby (Gemälde) lernte Rae anatomische Genauigkeit im Zeichnen und gleichzeitig einen tonigen Malstil. Zu ihren Mitschülern gehörten John Longstaff, Tom Roberts, Frederick McCubbin und Rupert Bunny. Später schloss sie sich den kreativen, intellektuellen und sozialen Aktivitäten des Buonarotti Clubs an. Der Buonarotti Club war zwischen 1883 und 1887 eine Künstlervereinigung in Melbourne.

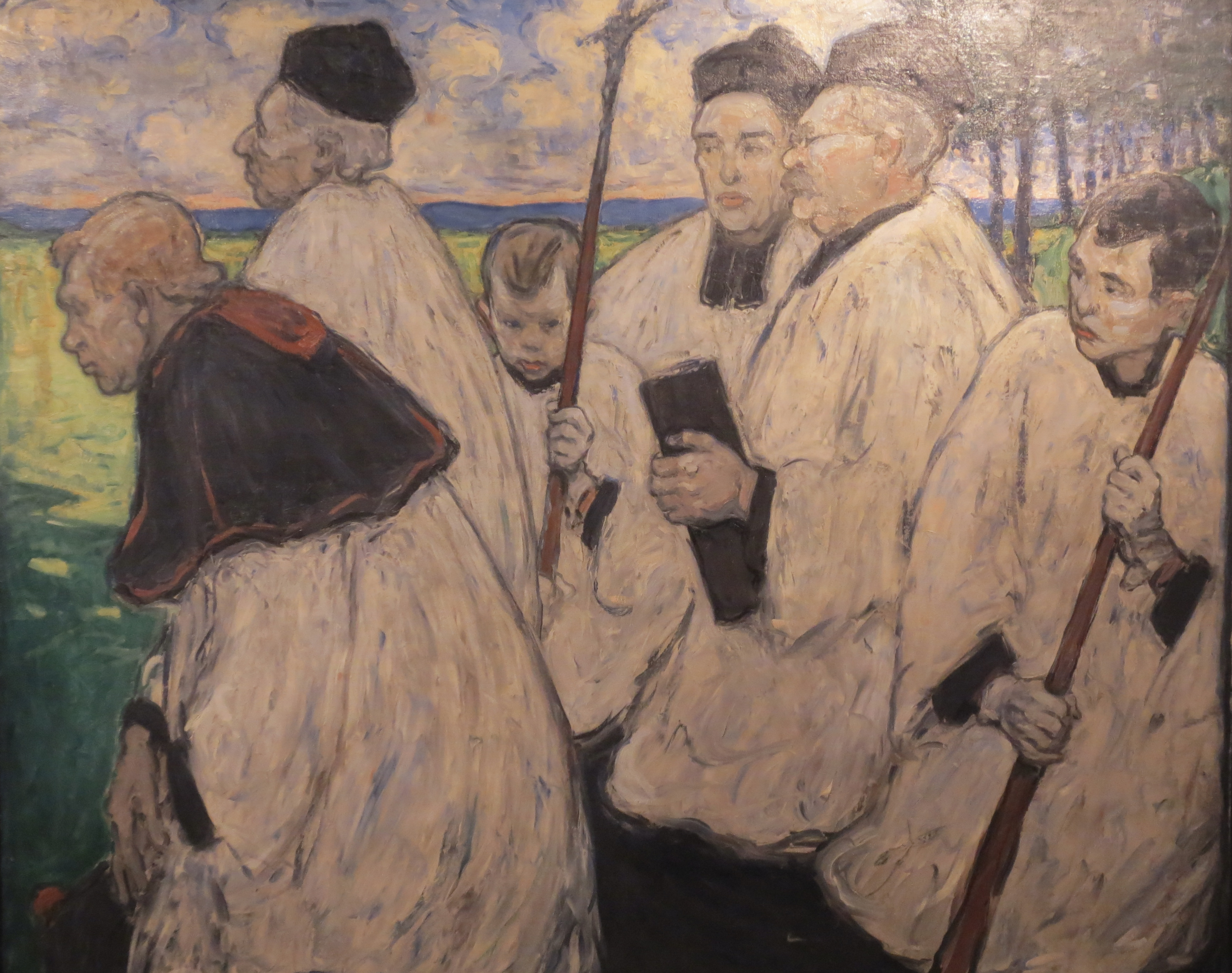
Les Rogations (Die Prozession). Musée du Touquet-Paris-Plage

Nach ihrer Ausbildung in Melbourne reiste Iso Rae 1887 mit ihrer Familie nach Frankreich. Als langjähriges Mitglied der Künstlerkolonie von Étaples lebte Iso Rae von den 1890er bis in die 1930er Jahre in oder in der Nähe des Dorfes Étaples. Dort arbeitete sie mit einer Reihe anderer australischer Künstler zusammen, darunter Hilda Rix Nicholas, Rupert Bunny, Tudor St. George Tucker, James Peter Quinn, Edward Officer, E. Phillips Fox und seine Frau Ethel Carrick sowie andere, die sich für die Arbeit der Australier interessierten, wie der Franzose Jules Adler. In den späten 1890er Jahren stellte Rae regelmäßig bei der Royal Society of British Artists und der damaligen Society of Oil Painters aus.
Während des Ersten Weltkriegs war sie Mitglied des Voluntary Aid Detachment und arbeitete während des gesamten Krieges im Étaples Army Base Camp. Sie und Jessie Traill waren die einzigen Australierinnen, die während des Krieges in Frankreich lebten und malten, wurden jedoch nicht in die Gruppe der offiziellen Kriegskünstler ihres Landes aufgenommen. Stattdessen wurden sechzehn Männer ausgewählt. Iso Rae, die seit 1887 in Frankreich gelebt hatte, wurde nicht berücksichtigt.

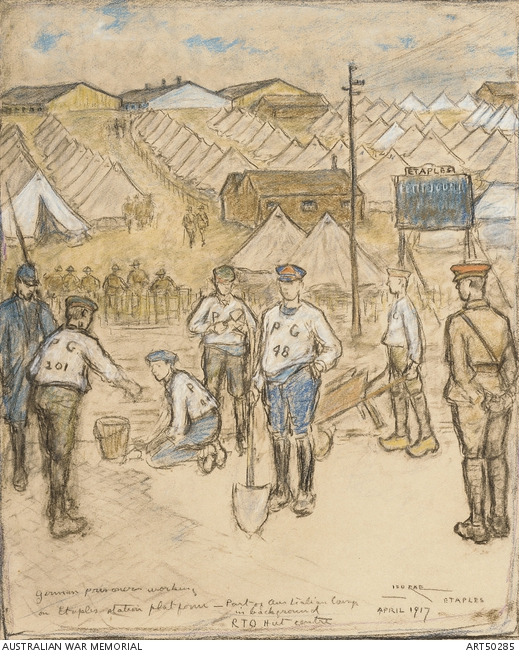
Deutsche Gefangene bei der Arbeit, April 1917. Australian War Memorial

Dennoch dokumentierte sie die Kriegserlebnisse in ihrer Wahlheimat mit über zweihundert Zeichnungen. Die meisten davon zeigen das Lazarett von Étaples, „das größte seiner Art, das die Briten jemals in Übersee errichtet haben“ und das zeitweilig 100.000 Menschen beherbergte und bis zu 22.000 Patienten versorgte. Die meisten ihrer Arbeiten zeigen nächtliche Szenen, vielleicht weil Iso Rae und ihre Schwester während des Krieges beide tagsüber im Voluntary Aid Detachment arbeiteten und nur wenig Freizeit hatten.
Iso Raes Mutter starb während des Krieges 1916, aber auch nach Kriegsende blieben Iso Rae und ihre Schwester Alison bis 1932 in Étaples. Sie vergaßen nie die Schrecken, die sie dort erlebt hatten, und Hitlers Machtergreifung beunruhigte die Rae-Schwestern so sehr, dass sie 1934 nach St. Leonards in Sussex, England, zogen, wo Iso Rae bis zu ihrem Tod 1940, ein Jahr nach Beginn des Zweiten Weltkriegs, blieb. Iso Rae starb am 16. März 1940 im Brighton Mental Hospital in Brighton.